# Francesco Albanese
Pour les articles homonymes, voir Albanese.
Francesco Albanese (13 août 1912, Torre del Greco, Naples — 11 juin 2005, Rome) est un ténor lyrique italien associé particulièrement au répertoire italien.
Sa voix peut être entendue dans des enregistrements de La Traviata et d'Iphigénie en Tauride, les deux avec Maria Callas.

## Biographie
Albanese déménage très jeune aux États-Unis et étudie à Boston, où il réussit à gagner un concours national important. De retour en Italie, il enregistre Luna nova et A vucchella en 1937 et participe, l'année suivante, à la bande son du film Napoli che non muore (it) d'Amleto Palermi.
Albanese étudie à Rome avec Francesco Salfi et fait ses débuts sur scène en 1940 au Teatro dell'Opera di Roma dans le rôle d'Evandre dans Alceste de Gluck, où il reste jusqu'en 1942, chantant également Almaviva, Fenton et Rinuccio.
Durant la Seconde Guerre mondiale, il est proche du gouvernement italien et enregistre notamment une version de la chanson fasciste "Battaglioni della morte".
En 1942, il fait ses débuts à La Fenice à Venise dans le rôle de Ramiro, au Maggio Musicale Fiorentino à Florence dans le rôle de Don Ottavio et au Teatro alla Scala à Milan dans le rôle de Fenton.
En 1945, il est l'un des protagonistes (Giuseppe) de Maria-Christine de Guido Brignone. Après la guerre il commence à chanter à l'étranger, au Teatro Nacional de São Carlos de Lisbonne, au Royal Opera House de Londres, au Teatro Colón de Buenos Aires et à l'Opéra d'État hongrois de Budapest.
Au Maggio Musicale Fiorentino de 1952, il chante  avec le célèbre soprano Maria Callas dans Armida de Rossini, La Traviata de Verdi et Médée de Cherubini. Il prend sa retraite à 49 ans après avoir chanté dans Lo schiavo di sua moglie de Francesco Provenzale au Teatro San Carlo de Naples en 1961.
Albanese se marie en secondes noces avec le soprano Onelia Fineschi, qui lui donne une fille.

## Rôles
- Evandre dans Alceste de Gluck
- Almaviva dans Il barbiere di Siviglia
- Fenton dans Falstaff
- Rinuccio dans Gianni Schicchi
- Ramiro dans La cenerentola
- Don Ottavio dans Don Giovanni
- Nemorino dans L'elisir d'amore
- Jeník dans La Fiancée vendue de Bedřich Smetana
- Ernesto dans Don Pasquale
- Ismaele dans Nabucco
- Faust
- Rodolfo dans La Bohème
- Giuliano dans Louise de Gustave Charpentier
- Wolfgang Capito dans Mathis le peintre de Paul Hindemith
- Avito dans L'Amore dei tre re de Italo Montemezzi
- Giasone dans Médée de Luigi Cherubini
- Pilade dans Iphigénie en Tauride de Christoph Willibald Gluck
- Rinaldo dans Armida de Gioachino Rossini
- Alfredo Germont dans La traviata de Giuseppe Verdi

## Sources
- (en)/(it) Cet article est partiellement ou en totalité issu des articles intitulés en anglais « Francesco Albanese » (voir la liste des auteurs) et en italien « Francesco Albanese » (voir la liste des auteurs).
- Grove Music Online, Elizabeth Forbes, Oxford University Press, avril 2008.